# Ascherode (Schwalmstadt)
Ascherode ist ein Stadtteil von Schwalmstadt im nordhessischen Schwalm-Eder-Kreis.

## Geographische Lage
Ascherode liegt in der Landschaft Schwalm am Eder-Zufluss Schwalm, an der zum Hochwasserschutz nördlich des Dorfs das Hochwasserrückhaltebecken Treysa-Ziegenhain angelegt wurde. Es befindet sich zwischen Ziegenhain im Nordosten und Treysa im Westnordwesten. Die Hauptstraße im Ortskern, einem ehemaligen Haufendorf, folgt mit doppeltem Knick einem alten Bachlauf.

## Geschichte

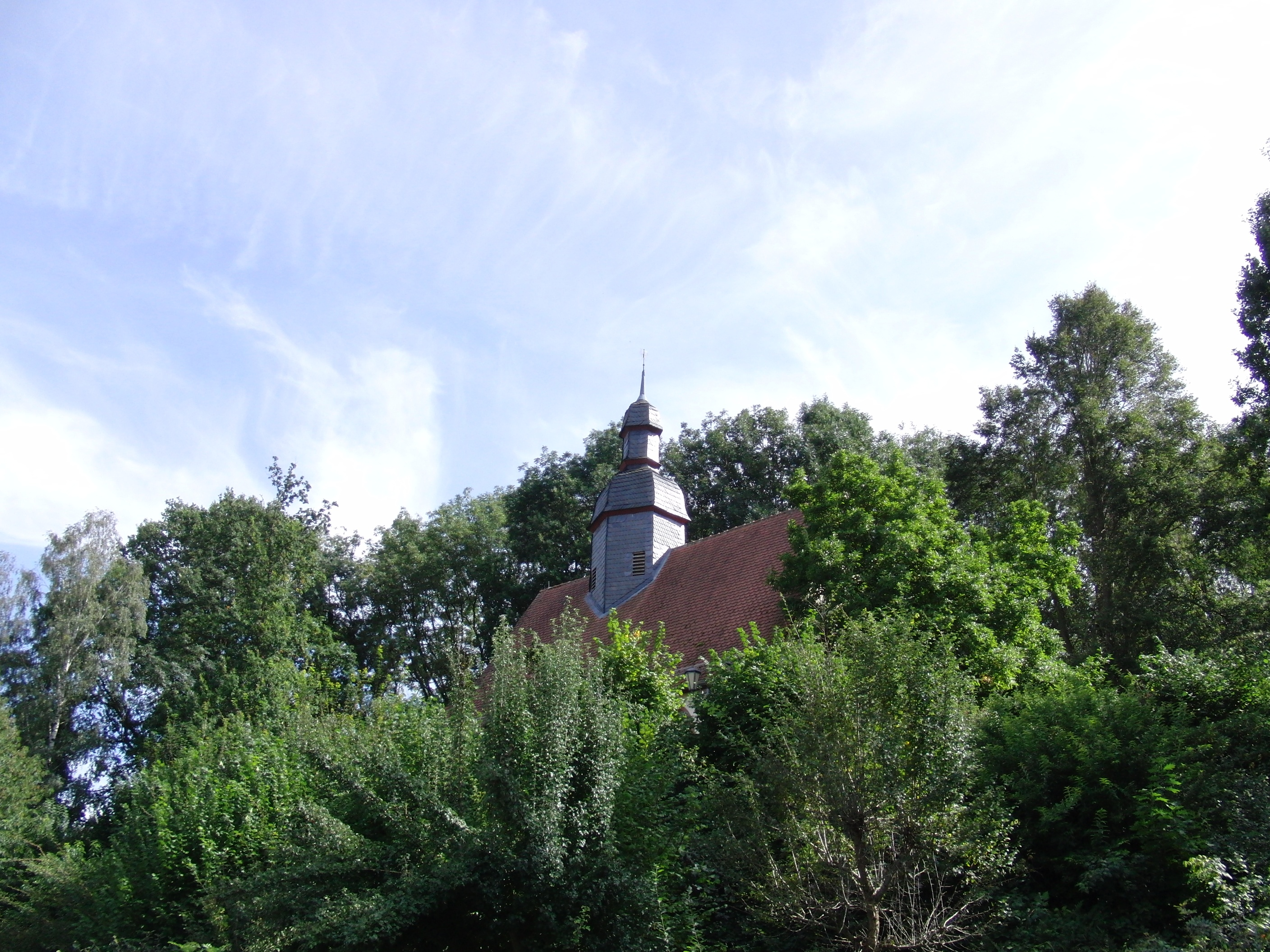
Kirche

### Ortsgeschichte
Die älteste bekannte schriftliche Erwähnung von Ascherode erfolgte unter dem Namen Eskenenroderen im Güterverzeichnis des Reichklosters Hersfeld und wird in die Zeit 1072–1090 datiert. Ab 1259 trugen die Herren von Leimsfeld den Grafen von Ziegenhain als Ersatz für den Zehnten zu Rengershausen  das Allodialgut in Ascherode zu Lehen auf. 1262 erhielt das Kloster Haina von denen von Goßfelden deren Güter in Ascherode. Ab 1306 wird Ascherode als Dorf erwähnt. 1306 erwarb das Kloster Haina von den Herren von Heimbach die Hälfte deren Güter, 1308 die zweite Hälfte. Das Kloster Hersfeld verzichtete 1343 auf die Lehnsrechte im Ort zu Gunsten des Klosters Haina. Im Jahr 1349 bekundeten die von Riedesel gegenüber den Grafen von Ziegenhain, dass die Verpfändung des Zehnten zu Ascherode durch Ruprecht Baroch mit ihrem Einverständnis erfolgt sei. Im 1350 vertauschten die Grafen von Ziegenhain ihren Hof mit dem Kloster Haina. Bereits um 1365 war ein Teil des Zehnten ziegenhainisches Lehen derer von Rückershausen und derer von Linsingen. Graf Gottfried VII. von Ziegenhain erwarb vor 1367 ein Haus mit Garten und Acker in Ascherode. 1384 verkaufte das Kloster Haina sein Vorwerk an den Treysaer Bürger Henne Floyder für 60 Mark.
Die älteste Gemarkungskarte stammt aus dem Jahr 1720. Aus einer baulichen Erneuerung im 19. Jahrhundert stammen die heutigen Häuser im Ortskern.
Hessische Gebietsreform (1970–1977)
Im Zuge der Gebietsreform in Hessen fusionierten zum 31. Dezember 1970 die beiden Städte Treysa und Ziegenhain mit den umliegenden bis dahin selbständigen Gemeinden Ascherode, Florshain, Frankenhain, Niedergrenzebach, Rommershausen und Trutzhain auf freiwilliger Basis zur neuen Stadt Schwalmstadt. Dadurch wurde Ascherode ein Stadtteil von Schwalmstadt. Für die ehemals eigenständigen Städte und Gemeinden von Schwalmstadt wurde je ein Ortsbezirk mit Ortsbeirat und Ortsvorsteher nach der Hessischen Gemeindeordnung gebildet.
Der Verwaltungssitz der Stadt Schwalmstadt teilt sich zwischen den Rathäusern von Treysa und Ziegenhain auf.

### Verwaltungsgeschichte im Überblick
Die folgende Liste zeigt die Staaten und Verwaltungseinheiten, denen Ascherode angehört(e):
- vor 1450: Heiliges Römisches Reich, Grafschaft Ziegenhain
- ab 1450: Heiliges Römisches Reich, Landgrafschaft Hessen, Amt Ziegenhain
- ab 1567: Heiliges Römisches Reich, Landgrafschaft Hessen-Kassel, Amt Ziegenhain[7]
- 1623–1636: Heiliges Römisches Reich, Landgrafschaft Hessen-Darmstadt (Pfandschaft), Amt Ziegenhain
- ab 1806: Landgrafschaft Hessen-Kassel,[Anm. 2] Amt Ziegenhain, Grafschaft Ziegenhain, Amt Ziegenhain
- 1807–1813: Königreich Westphalen,[Anm. 3] Departement der Werra, Distrikt Marburg, Kanton Treysa
- ab 1814: Kurfürstentum Hessen,[Anm. 4] Amt Ziegenhain[8]
- ab 1821/22: Kurfürstentum Hessen, Provinz Oberhessen, Kreis Ziegenhain[9][Anm. 5]
- ab 1848: Kurfürstentum Hessen, Bezirk Fritzlar
- ab 1851: Kurfürstentum Hessen, Provinz Oberhessen, Kreis Ziegenhain
- ab 1867: Königreich Preußen, Provinz Hessen-Nassau,[Anm. 6] Regierungsbezirk Kassel, Kreis Ziegenhain
- ab 1871: Deutsches Reich, Königreich Preußen, Provinz Hessen-Nassau, Regierungsbezirk Kassel, Kreis Ziegenhain
- ab 1918: Deutsches Reich, Freistaat Preußen, Provinz Hessen-Nassau, Regierungsbezirk Kassel, Kreis Ziegenhain
- ab 1944: Deutsches Reich, Freistaat Preußen, Provinz Kurhessen, Landkreis Ziegenhain
- ab 1945: Deutsches Reich, Amerikanische Besatzungszone,[Anm. 7] Groß-Hessen, Regierungsbezirk Kassel, Landkreis Ziegenhain
- ab 1946: Deutsches Reich, Amerikanische Besatzungszone, Hessen, Regierungsbezirk Kassel, Landkreis Ziegenhain
- ab 1949: Bundesrepublik Deutschland, Hessen, Regierungsbezirk Kassel, Landkreis Ziegenhain
- ab 1971: Bundesrepublik Deutschland, Hessen, Regierungsbezirk Kassel, Landkreis Ziegenhain, Stadt Schwalmstadt
- ab 1974: Bundesrepublik Deutschland, Hessen, Regierungsbezirk Kassel, Schwalm-Eder-Kreis, Stadt Schwalmstadt

## Bevölkerung

### Einwohnerstruktur 2011
Nach den Erhebungen des Zensus 2011 lebten am Stichtag, dem 9. Mai 2011, in Ascherode 693 Einwohner. Darunter waren 12 (1,7 %) Ausländer.
Nach dem Lebensalter waren 144 Einwohner unter 18 Jahren, 300 zwischen 18 und 49, 123 zwischen 50 und 64 und 123 Einwohner waren älter. Die Einwohner lebten in 276 Haushalten. Davon waren 66 Singlehaushalte, 78 Paare ohne Kinder und 102 Paare mit Kindern, sowie 24 Alleinerziehende und 6 Wohngemeinschaften. In 54 Haushalten lebten ausschließlich Senioren und in 186 Haushaltungen lebten keine Senioren.

### Einwohnerentwicklung
| Quelle: Historisches Ortslexikon |                                |
| • 1502:                          | 12 Männer.                     |
| • 1585:                          | 16 Hausgesesse                 |
| • 1639:                          | 6 Bauern, 3 Einzelne, 1 Witwe  |
| • 1681:                          | 10 Hausgesesse                 |
| • 1747:                          | 17 Feuerstellen, 131 Einwohner |

| Ascherode: Einwohnerzahlen von 1834 bis 2024 | Ascherode: Einwohnerzahlen von 1834 bis 2024 | Ascherode: Einwohnerzahlen von 1834 bis 2024 | Ascherode: Einwohnerzahlen von 1834 bis 2024 | Ascherode: Einwohnerzahlen von 1834 bis 2024 |
| --- | -------------------------------------------- | -------------------------------------------- | -------------------------------------------- | -------------------------------------------- |
| Jahr |                                              |                                              |                                              | Einwohner                                    |
| 1834 | 1834                                         |                                              | 200                                          | 200                                          |
| 1840 | 1840                                         |                                              | 193                                          | 193                                          |
| 1846 | 1846                                         |                                              | 192                                          | 192                                          |
| 1852 | 1852                                         |                                              | 197                                          | 197                                          |
| 1858 | 1858                                         |                                              | 178                                          | 178                                          |
| 1864 | 1864                                         |                                              | 193                                          | 193                                          |
| 1871 | 1871                                         |                                              | 200                                          | 200                                          |
| 1875 | 1875                                         |                                              | 203                                          | 203                                          |
| 1885 | 1885                                         |                                              | 196                                          | 196                                          |
| 1895 | 1895                                         |                                              | 194                                          | 194                                          |
| 1905 | 1905                                         |                                              | 215                                          | 215                                          |
| 1910 | 1910                                         |                                              | 257                                          | 257                                          |
| 1925 | 1925                                         |                                              | 315                                          | 315                                          |
| 1939 | 1939                                         |                                              | 410                                          | 410                                          |
| 1946 | 1946                                         |                                              | 582                                          | 582                                          |
| 1950 | 1950                                         |                                              | 583                                          | 583                                          |
| 1956 | 1956                                         |                                              | 546                                          | 546                                          |
| 1961 | 1961                                         |                                              | 557                                          | 557                                          |
| 1967 | 1967                                         |                                              | 603                                          | 603                                          |
| 1980 | 1980                                         |                                              | ?                                            | ?                                            |
| 1990 | 1990                                         |                                              | ?                                            | ?                                            |
| 2000 | 2000                                         |                                              | ?                                            | ?                                            |
| 2011 | 2011                                         |                                              | 693                                          | 693                                          |
| 2016 | 2016                                         |                                              | 651                                          | 651                                          |
| 2021 | 2021                                         |                                              | 647                                          | 647                                          |
| 2024 | 2024                                         |                                              | 646                                          | 646                                          |
| Datenquelle: Historisches Gemeindeverzeichnis für Hessen: Die Bevölkerung der Gemeinden 1834 bis 1967. Wiesbaden: Hessisches Statistisches Landesamt, 1968. Weitere Quellen: LAGIS; Stadt Schwalmstadt; Zensus 2011 |                                              |                                              |                                              |                                              |

### Historische Erwerbstätigkeit
| Quelle: Historisches Ortslexikon | |
| • 1747:                          | 2 Leineweber, 1 Fuhrmann |
| • 1838:                          | Familien: 13 Ackerbau, 9 Gewerbe, 5 Tagelöhner                                                                                     |
| • 1961:                          | Erwerbspersonen: 6 Land- und Forstwirtschaft, 125 produzierendes Gewerbe, 31 Handel und Verkehr, 15 Dienstleistungen und Sonstiges |

### Historische Religionszugehörigkeit
| Quelle: Historisches Ortslexikon |                                                                   |
| • 1861:                          | 190 evangelisch-reformierte Einwohner                             |
| • 1885:                          | 193 evangelische (= 98,47 %), 3 katholische (= 1,53 %) Einwohner  |
| • 1961:                          | 529 evangelische (= 94,97 %), 24 katholische (= 4,31 %) Einwohner |

## Kirche
Die seit der Reformation von der evangelischen Gemeinde genutzte Dorfkirche ist ein spätgotischer Saalbau mit eingewölbtem Rechteckchor aus dem Anfang des 16. Jahrhunderts; eine spätmittelalterliche Sakramentsnische gehört diesem ersten Bau an. Der Haubendachreiter und die Kanzel stammen aus dem 18. Jahrhundert. 1896/97 wurden das Gebäude, besonders mit neuen Fenstern, und die Ausstattung durch den Marburger Architekten Wilhelm Spahr erneuert, dabei wurde auch die 1897 datierte Orgel von Heinrich Möller hergestellt.

## Politik
Für Ascherode besteht ein Ortsbezirk (Gebiete der ehemaligen Gemeinde Ascherode) mit Ortsbeirat und Ortsvorsteher nach der Hessischen Gemeindeordnung.
Der Ortsbeirat besteht aus sieben Mitgliedern. Bei den Kommunalwahlen in Hessen 2021 betrug die Wahlbeteiligung zum Ortsbeirat 56,90 %. Es erhielten die SPD mit 46,13 % der Stimmen drei Sitze und die „Freien Wähler“ mit 53,87 % vier Sitze. Der Ortsbeirat wählte Michael Knoche zum Ortsvorsteher.